# Солда (деревня)
Солда — деревня в Солигаличском муниципальном округе Костромской области. Входит в состав Лосевского сельского поселения

## География
Находится в северо-западной части Костромской области на расстоянии приблизительно 10 км на юг по прямой от города Солигалич, административного центра района на левом берегу реки Воча у впадения в нее речки Солды.

## История
В 1515 году здесь была основана Жуково-Богородицкая пустынь, существовавшая до 1764 года с деревянной церковью. На месте деревянной церкви монастыря в 1802 году построена летняя Успенская церковь, а зимняя, каменная, построена в 1855 году. От этих церквей осталась только руинированная колокольня Успенской церкви. В 1628 году деревни в Солдовской волости были даны князю Петру Михайловичу Ухтомскому и Петру Григорьевичу Голенищеву. В 1872 году здесь было отмечено 16 дворов, в 1907 году—17.

## Достопримечательности
Колокольня Успенской церкви.

## Население
Постоянное население составляло 91 человек, 107 (1897), 78 (1907), 0 в 2002 году, 1 в 2022.